# Datamation
Datamation es una revista informática que se publicó en forma impresa en los Estados Unidos entre 1957 y 1998, y desde entonces ha continuado publicándose en la web. Datamation anteriormente era propiedad de QuinStreet y fue adquirida por TechnologyAdvice en 2020. Datamation se publica como una revista en línea en Datamation.com.

## Historia y perfil
Cuando Datamation se lanzó por primera vez en 1957, no estaba claro que habría un mercado significativo para una revista de informática dada la poca cantidad de computadoras que había. La idea de la revista provino de Donald Prell, quien era vicepresidente de ingeniería de aplicaciones en una empresa de terminales de entrada y salida para computadoras de Los Ángeles. En 1957, el único lugar en el que su empresa podía anunciar sus productos era en Scientific American o Business Week. Prell había discutido la idea con John Diebold, quien comenzó Automation Data Processing Newsletter, y esa fue la inspiración para el nombre DATAMATION. Thompson Publications de Chicago acordó publicar la revista.
En 1970, The New York Times se refirió a «Datamation de 12 años, el líder reconocido en el campo».
En 1995, después del lanzamiento en 1994 de su red de publicaciones TechWeb por parte de su rival CMP Media Inc., Datamation trabajó en asociación con Bolt Beranek and Newman (BBN) y lanzó una de las primeras publicaciones en línea, Datamation.com. En 1996, los editores de Datamation Bill Serich, Michael Lasell y April Blumenstiel recibieron el primer premio Jesse H. Neal Editorial Achievement Award por una publicación en línea. El Neal Award es el premio más importante para el periodismo de negocios en los Estados Unidos.
En 1998, cuando su editor, Reed Business Information, finalizó la publicación impresa de Datamation 41 años después de que su primer número saliera a la imprenta, la versión en línea, Datamation.com, se convirtió en una de las primeras revistas solo en línea. En 2001, Internet.com (WebMediaBrands) adquirió la aún rentable publicación en línea Datamation.com. En 2009, QuinStreet, Inc. adquirió Internet.com (y Datamation.com).

## Humor informático
Tradicionalmente, una edición de abril de Datamation contenía una serie de artículos falsos e historias humorísticas relacionadas con las computadoras, en conmemoración del día de las bromas de abril.
Sin embargo, el humor no se limitó a abril. Por ejemplo, en un artículo falso de Datamation  de diciembre de 1973, R. Lawrence Clark sugirió que la declaración GOTO podría ser reemplazada por la declaración COMEFROM y proporcionó algunos ejemplos entretenidos. En realidad, esto se implementó en el lenguaje de programación INTERCAL, un lenguaje diseñado para hacer que los programas sean lo más oscuros posible.
Real Programmers Don't Use Pascal («Los programadores reales no usan Pascal»), una parodia del exitoso libro de 1982 que parodiaba los estereotipos sobre la masculinidad Real Men Don't Eat Quiche, fue una carta al editor de Datamation, volumen 29, número 7, julio de 1983, escrita por Ed Post, Tektronix, Wilsonville, Oregón, Estados Unidos.
Algunas de las historias de BOFH se reimprimieron en Datamation.
La sección de humor fue resucitada en 1996 por el editor en jefe Bill Semich con un artículo de dos páginas titulado «Over the Edge» con material aportado por el editor de Annals of Improbable Research, Marc Abrahams, y el editor de MISinformation, Chris Miksanek. Semic también encargó al autor de BOFH, Simon Travaglia, que escribiera columnas de humor para la revista. Más tarde ese año, Miksanek se convirtió en el único colaborador humorístico (aunque en 1998, «Over the Edge» se amplió con un complemento de enlaces web en línea del alter ego de Miksanek, «El duque de URL»). La columna se eliminó de la revista en 2001 cuando fue adquirida por Internet.com.
En 2008 se publicó una colección de columnas «Over the Edge» con el título Esc: 400 Years of Computer Humor (ISBN 1434892484).